# Choi choi châu Á
Choi choi châu Á  (tên khoa học: Charadrius veredus) là một loài chim trong họ Charadriidae.